# Andrzej Rembalski

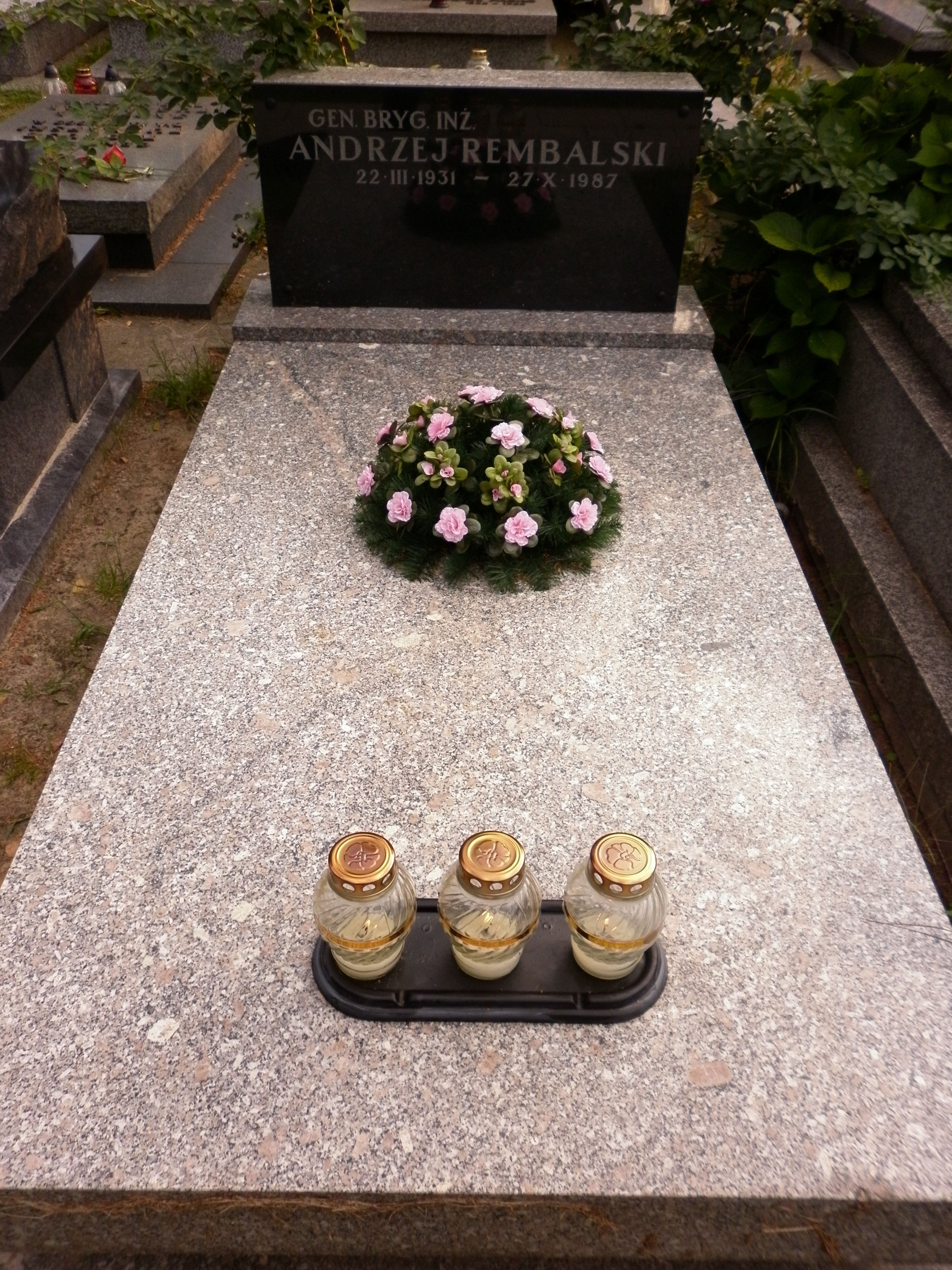
Grób Andrzeja Rembalskiego na Cmentarzu Wojskowym na Powązkach

Andrzej Rembalski (ur. 22 marca 1931 w Warszawie, zm. 27 października 1987 tamże) − generał brygady LWP.

## Życiorys
W 1945 skończył szkołę podstawową w Piastowie, a w 1952 technikum kolejowe w Warszawie uzyskując tytuł technika elektryka kolejowego. W latach 1952–1956 studiował na Fakultecie Radiotechnicznym Wojskowej Akademii Technicznej im. Jarosława Dąbrowskiego w Warszawie. Od 1952 był dowódcą plutonu podchorążych. Podczas studiów został promowany do stopnia chorążego. Po ukończeniu studiów we wrześniu 1956 został inżynierem radiolokacji i porucznikiem. Kierował sekcją techniczną 6. Samodzielnego Batalionu Radiotechnicznego, a 31 sierpnia 1957 został zastępcą dowódcy batalionu ds. radiolokacji,. W 1960 skończył Oficerską Szkołę Radiotechniczną im. kpt. Sylwestra Bartosika w Jeleniej Górze, a od marca 1961 służył w dowództwie 1. Korpusu Obrony Przeciwlotniczej Obszaru Kraju (od 1962 1 Korpus Obrony Powietrznej Kraju), gdzie był starszym pomocnikiem szefa Wydziału Radiotechnicznego, a od kwietnia 1964 kierował Wydziałem Technicznym i Eksploatacji Szefostwa Wojsk Radiotechnicznych jako Główny Inżynier Wojsk Radiotechnicznych. Od grudnia 1969 był Głównym Inżynierem Wojsk Radiotechnicznych w Szefostwie Wojsk Radiotechnicznych Dowództwa Wojsk Obrony Powietrznej Kraju. W 1971 ukończył Od lutego 1971 dowodził 2. Pułkiem Radiotechnicznym, a we wrześniu 1972 został szefem Wojsk Radiotechnicznych Wojsk Obrony Powietrznej Kraju. 4 października 1979 uchwałą Rady Państwa mianowany generałem brygady; nominację wręczył mu w Belwederze 12 października 1979 przewodniczący Rady Państwa PRL Henryk Jabłoński w obecności I sekretarza Komitetu Centralnego PZPR Edwarda Gierka i ministra obrony narodowej gen. armii Wojciecha Jaruzelskiego. Od grudnia 1981 zastępca dowódcy WOPK ds. techniki i zaopatrzenia.
Należał do grupy pierwszych oficerów, którzy uzyskali specjalność inżynierów radiolokacji i tworzyli Wojska Radiotechniczne w latach 50. i 60. XX wieku.
Został pochowany na Cmentarzu Wojskowym Powązkach (kwatera B4-7-19), w pogrzebie udział wziął minister obrony narodowej gen. armii Florian Siwicki. W imieniu żołnierzy WP Zmarłego pożegnał dowódca WOPK gen. dyw. Longin Łozowicki.

## Awanse
- chorąży - 1 października 1954
- podporucznik - 11 października 1955
- porucznik - 13 września 1956
- kapitan - 1 października 1959
- major - 17 lipca 1964
- podpułkownik - 7 października 1968
- pułkownik - 4 października 1972
- generał brygady - 4 października 1979

## Życie prywatne
Był synem Stanisława (1904-1973) i Marii z Dąbrowskich (ur. 1903). Mieszkał w Warszawie. Od 1955 żonaty z Danutą Anną z domu Czajkowską. Małżeństwo miało córkę.

## Odznaczenia
- Krzyż Oficerski Orderu Odrodzenia Polski (1982)
- Krzyż Kawalerski Orderu Odrodzenia Polski (1973)
- Srebrny Krzyż Zasługi (1967)
- Złoty Medal „Siły Zbrojne w Służbie Ojczyzny”
- Złoty Medal „Za zasługi dla obronności kraju”

i inne.